# Madagaskarhäger
Madagaskarhäger (Ardea humbloti) är en utrotningshotad fågel i familjen hägrar inom ordningen pelikanfåglar som enbart förekommer på västra Madagaskar.

## Utseende
Madagaskarhägern är en stor, en meter lång häger. Ovansidan är huvudsakligen medelgrå med mörkare hätta, kinder och vingpennor. Näbben är kraftig och höfärgad, under häckningstid mer åt orange. Undersidan är blekare grå, benen gråa eller rosafärgade.

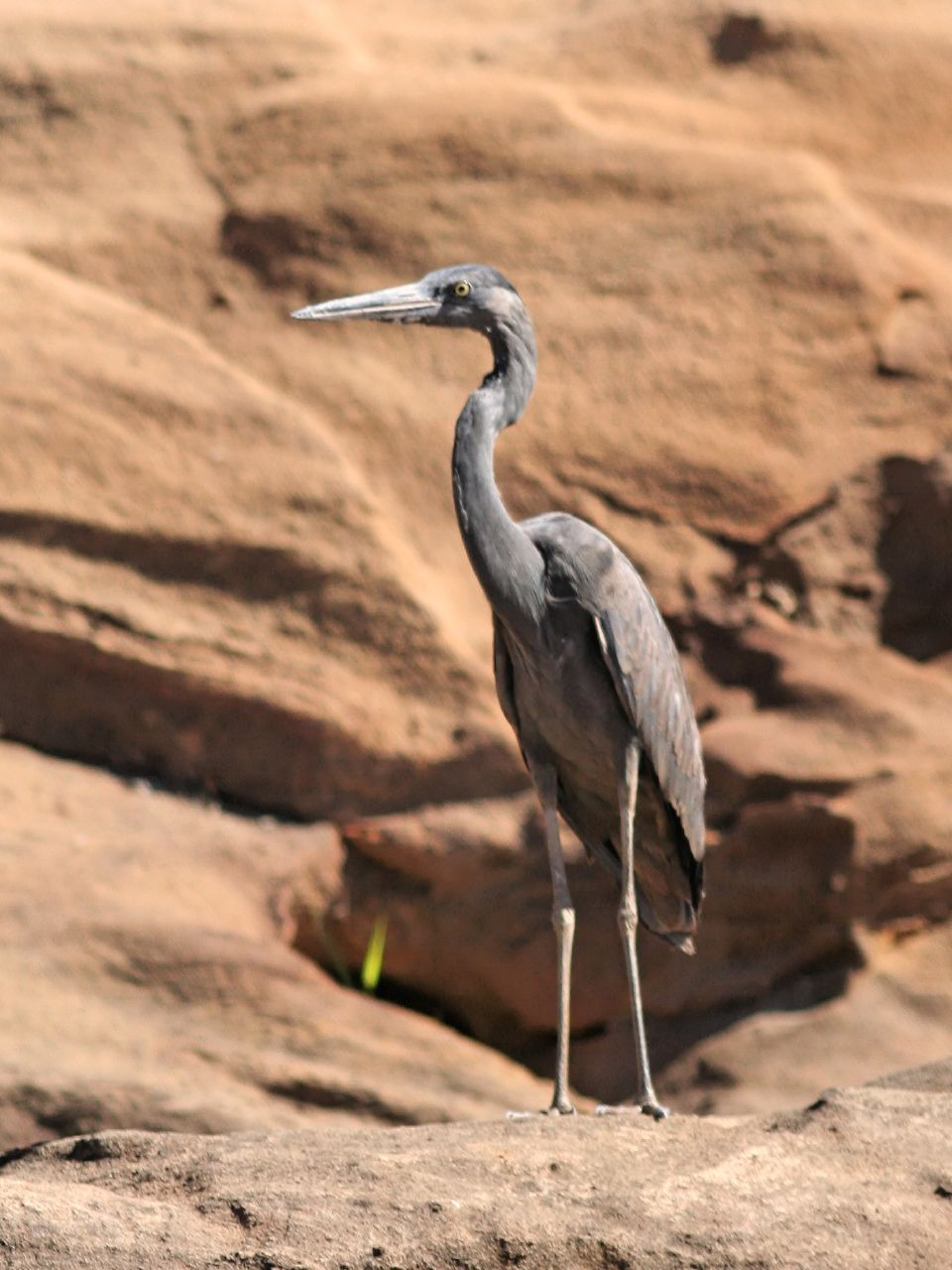

## Ekologi
Fågeln ses oftast ensam på lerslätter nära mangroveträsk eller på kanten till stora sjöar, mer sällan risfält. Den födosöker i klara grunda vatten efter medelstora och stora fiskar, upp till 20 centimeter långa, men också kräftdjur.
Madagaskarhägern häckar troligen året runt i små grupper om bara några par i blandade kolonier, men också helt ensam. Den lägger tre ägg i ett bo som placeras i en trädtopp, i en hålighet bland klippor eller på marken. Observationer har gjorts av gråhäger- och madagaskarhägerungar i samma bo, men det finns inga bevis för att de skulle hybridisera, varför fenomenet är oklart.

## Utbredning och systematik
Arten förekommer i våtmarker på Madagaskar men har också setts i Komorerna och på ön Mayotte. Idag anses den vara begränsad till västra Madagaskar, med tyngdpunkt på Antsalovaregionen. Den behandlas som monotypisk, det vill säga att den inte delas in i några underarter.

Utbredningsområdet för madagaskarhägern.

## Status och hot
Madagaskarhägern är mycket fåtalig med som mest 1 500 individer kvar. Den minskar dessutom kraftigt i antal till följd av exploatering och habitatförstörelse. Från att ha behandlats som sårbar kategoriserar internationella naturvårdsunionen IUCN arten därför sedan 2004 som starkt hotad.

## Namn
Fågelns vetenskapliga artnamn hedrar Henry Joseph Léon Humblot (1852–1914), fransman boende på Grande Comore 1889–1896 och verksam som samlare på Madagaskar.